# Benjaminia maurus
Benjaminia maurus là một loài tò vò trong họ Ichneumonidae.